# Dakaria granulata
Dakaria granulata är en mossdjursart som beskrevs av Ferdinand Canu och Ray Smith Bassler 1929. Dakaria granulata ingår i släktet Dakaria och familjen Watersiporidae. Inga underarter finns listade i Catalogue of Life.